# Бородкіна Берта Наумівна
Берта Наумівна Бородкіна (уроджена Король; 6 червня 1927, місто Біла Церква — 1985) — керівниця тресту ресторанів і їдалень в Геленджику. «Заслужений працівник торгівлі та громадського харчування РРФСР». Мала прізвисько Залізна Белла.
Одна з трьох жінок, страчених в СРСР в період з 1960 по 1987 роки. До смертної кари була засуджена за систематичні розкрадання соціалістичної власності.

## Коротка біографічна довідка
У червні 1941 року закінчила сім класів школи міста Одеси. Під час окупації Одеси румунськими військами проживала в місті. У 1945 році вийшла заміж за Костянтина Айзенберга, розвелася в 1951 році. Мала дочку Олександру 1948 року народження.
З лютого до травня 1946 року працювала офіціанткою їдальні №2 Краснодарського тресту їдалень. У лютому 1947 — жовтні 1950 року — офіціантка ресторану «Гігант» міста Краснодара. З липня 1951 року працювала офіціанткою ресторану «Маяк». 
У 1961 році вийшла заміж за відставного офіцера Миколу Бородкіна.
У серпні 1964 — листопаді 1966 року — в.о. директора ресторану «Геленджик». У листопаді 1966 — травні 1974 року — директор столової «Дружба», директор ресторану «Яхта». Освіта вища. Член КПРС.
З 22 травня 1974 до 1 червня 1982 року — керуюча Геленджицького тресту ресторанів та столових Головкурорту Міністерства торгівлі РРФСР у Краснодарському краю.
При обшуку в Бородкіної було виявлено безліч цінних речей, а також великі суми грошей. Житло Бородкіної, за словами старшого помічника прокурора Краснодарського краю по взаємодії зі ЗМІ Антона Лопатіна, нагадувало музейні запасники, в яких зберігалися численні дорогоцінні прикраси, хутра, вироби з кришталю, комплекти дефіцитної тоді постільної білизни. Крім того, Бородкіна, за свідченням ветерана органів прокуратури Краснодарського краю, заслуженого юриста РРФСР Володимира Нагорного, зберігала вдома великі суми грошей, які слідчі знаходили в найнесподіваніших місцях — в батареях водяного опалення і під килимами в кімнатах, загорнених банках в підвалі, заскладованих у дворі цеглинах. Загальна сума вилученого під час обшуку склала понад 500 000 крб.
Вважається, що в цілому за час своєї діяльності вона отримала від співучасників товари та грошові кошти на суму більше мільйона карбованців. У 1982 році була засуджена до смертної кари. Вирок був приведений у виконання в серпні 1985 року.
Справа зберігається в Державному архіві Російської Федерації.

## Образ у мистецтві
- Документальний серіал «Радянські мафії» «Залізна Белла» від 08/10/2014 , ТВЦ